# Bam (provins)
Bam är en provins i Burkina Faso.   Den ligger i regionen Centre-Nord, i den centrala delen av landet, 120 km norr om huvudstaden Ouagadougou. Antalet invånare är 239 060. Arean är 4 084 kvadratkilometer.
Följande samhällen finns i Bam:
- Kongoussi
- Gondékoubé
- Horé
- Tèmnaoré
- Kora
- Pogoro
- Vousnango
- Zandkom
- Lourfa
- Sakou
- Alga
- Kougsabla
- Yougounini
- Boussouma
- Kargo
- Imiougou
- Pissélé
- Rissiam
- Zana Mogo
- Tébéra
- Koumbango
- Oui
- Souryala
- Zoura
- Kilou
- Napalgué
- Goungla
- Dargouma
- Dénéon
- Bissia
- Badinogo
- Kouka
- Darigma
- Touka
- Kondibito
- Batanga
- Léfourba
- Yalka
- Ouintini
- Sanoui
- Kamtenga
- Birou
- Sanare
- Yoba
- Nongsom
- Barsa
- Mafoulou
- Lourgou
- Raka
- Tirbou
- Rounou
- Tamponga
- Kayon
- Ouampéga
- Ipala
- Loa
- Félènga
- Yelkoto
- Bondé
- Doundégué
- Ouènné
- Ansouri
- Nordé
- Badinogo
- Tankoulounga
- Sankondé